# Jorge De Olivera
Jorge Alberto De Olivera (Posadas, 21 agosto 1982) è un ex calciatore argentino, di ruolo portiere.

## Carriera
De Olivera ha iniziato a giocare nel 2003 in Primera División tra le file del Nueva Chicago, squadra nella quale tornerà tre anni più tardi, dopo alcune breve apparizioni divise tra Colón (SF) e Aldosivi. Nel 2009 si trasferisce al Racing Club.